# 普魯西采
普魯西采（Prusice）是位於波蘭西南部的城市。屬下西里西亞省。2006年，有人口2,203人。在歷史上屬西里西亞地區。
51°22′16″N 16°57′43″E / 51.37111°N 16.96194°E